# مابل ستارك
مابل ستارك (بالإنجليزية: Mabel Stark)‏ هي لاعبة سيرك ‏ أمريكية، ولدت في 9 ديسمبر 1889 في برينستون في الولايات المتحدة، وتوفيت في 20 أبريل 1968 في ثاوزند أوكس في الولايات المتحدة بسبب جرعة زائدة.

## وصلات خارجية
- مابل ستارك على موقع IMDb (الإنجليزية)
- مابل ستارك على موقع قاعدة بيانات الفيلم (الإنجليزية)